# Вашаклахун-Убах-Кавиль (царь Сааля)
Вашаклахун-Убах-Кавиль — правитель Саальского царства со столицей в Наранхо.

## Биография
Вашаклахун-Убах-Кавиль был преемником Ицамнах-Кавиля, воцарившись в 814 году.
Хотя правление его предшественника было очень хорошим (победа, а затем и подчинение Йашха), при правлении Вашаклахун-Убах-Кавиля после 830-го года Саальское царство ушло в упадок.
Преемником Вашаклахун-Убах-Кавиля стал Кактак-Чан-Чаки.